# Battle (Angleterre)
Pour les articles homonymes, voir Battle.
Battle est une petite ville et une paroisse civile du Sussex de l'Est, en Angleterre. Elle est située à 89 km au sud-sud-est de Londres et à 8 km au nord-ouest de la ville côtière d'Hastings, au cœur de la région boisée du Weald. Administrativement, elle relève du district de Rother. Au moment du recensement de 2011, elle comptait 6 673 habitants.
La localité accueille le site de la bataille d'Hastings, remportée par Guillaume le Conquérant sur Harold Godwinson en 1066.

## Histoire

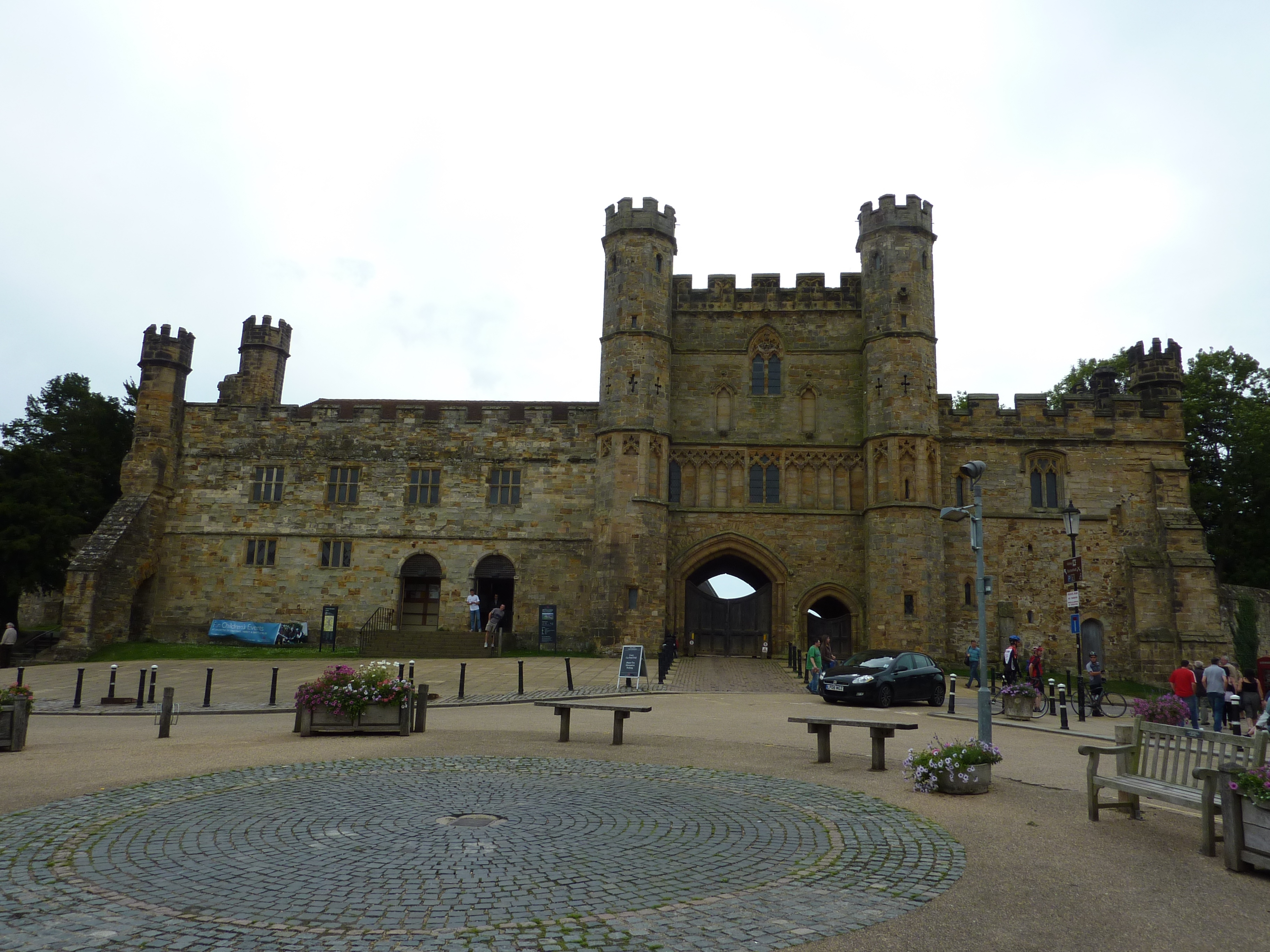
L'abbaye de Battle.

La bataille d'Hastings se déroule le 14 octobre 1066 sur la colline de Senlac et se solde par la victoire des Normands de Guillaume le Conquérant, qui devient roi d'Angleterre. Quelques années plus tard, en 1070, Guillaume entreprend la construction d'une abbaye sur le site de la bataille, prétendument à l'endroit même où son adversaire malheureux Harold Godwinson a trouvé la mort. La localité est attestée sous le nom de « La Batailge », référence directe à la bataille d'Hastings, dans le Domesday Book, compilé en 1086.
La construction de l'abbaye de Battle est achevée sous le règne de Guillaume le Roux, fils et successeur du Conquérant, en 1094. Elle est dédiée à Martin de Tours. Une ville se développe progressivement autour du monastère. L'église paroissiale de Battle, dédiée à la Vierge Marie, est fondée dans le premier quart du XIIe siècle par l'abbé Ralph et agrandie au cours des trois siècles suivants. C'est un monument classé de grade I depuis 1961.
L'abbaye cesse d'exister en 1538, en raison de la dissolution des monastères. Le roi Henri VIII offre ses bâtiments et les terres environnantes à l'un de ses courtisans, Anthony Browne (en), qui en fait un manoir. Le site de l'abbaye abrite depuis 1922 un internat privé, la Battle Abbey School.
La ville se spécialise dans la production de poudre noire à partir de la fin du XVIIe siècle. Un premier moulin dédié à cette industrie est fondé en 1676. Dans son récit de voyage A tour thro' the whole island of Great Britain (en) (1724-1727), Daniel Defoe décrit Battle comme « guère remarquable à présent, sinon comme productrice d'une excellente poudre noire, peut-être la meilleure d'Europe ». Les activités de manufacture de poudre à Battle cessent en 1847.

## Administration

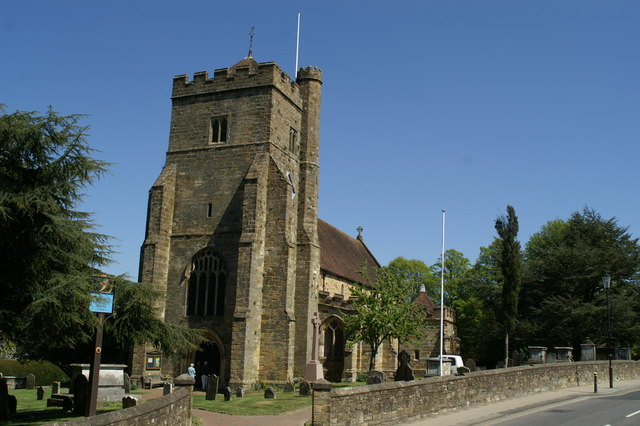
L'église paroissiale Sainte-Marie.

Le conseil municipal (town council) de Battle compte 17 membres, élus tous les quatre ans. Il a la charge de l'éclairage public, des lotissements et des aires de loisirs. Il sert de relais pour l'expression locale auprès des conseils de district et de comté. La base électorale est divisée en quatre circonscriptions : Marley, Netherfield, Telham et Watch Oak. Le secteur de Marley a été le seul à être remis en question pour les élections de 2007. Les sièges vacants ont jusqu'alors été affectés par cooptation.
Au niveau supérieur d'administration, le conseil de district de Rother est chargé de la planification, des loisirs et de la taxe fiscale locale.
La paroisse de Battle est divisée en trois parties : la ville proprement dite, le quartier sud-est qui comprend le village de Telham et se situe dans le secteur de Crowhurst et le quartier nord-ouest qui inclut le village de Netherfield
Le conseil de comté de l'Est-Sussex est le troisième niveau de gouvernance, responsable de l'enseignement, des bibliothèques et des autoroutes.
Pour les élections à la Chambre des communes, Battle dépend de la circonscription de Bexhill and Battle depuis 1983.
Pour les élections du Parlement européen, Battle dépendait de la circonscription d'Angleterre du Sud-Est depuis 1999.

## Transports
Battle est située sur la route A21 (en) qui relie Londres et Hastings.
La gare de Battle, ouverte en 1852, se situe sur la Hastings Line qui relie Hastings à Tonbridge et, au-delà, à la gare londonienne de Charing Cross. Elle est desservie par le concessionnaire Southeastern.

## Lieux et monuments

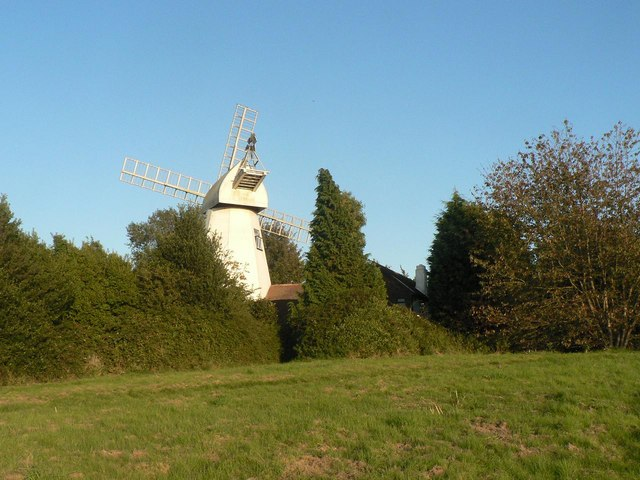
King's Head Mill, Battle, le moulin.

'Telham Hill'  est à environ un mile (1,6 km) au sud-est de Senlac Hill, dans l'East Sussex. C'est à partir de Telham Hill que l'armée de Guillaume le Conquérant a aperçu pour la première fois l'armée anglaise qui se formait sur Senlac Hill, pour la bataille d'Hastings, le 14 octobre 1066.
Trois sites d'intérêt scientifique sont situés dans la paroisse.
Blackhorse Quarry, un site d'intérêt paléontologique qui a produit beaucoup d'os et de dents fossiles provenant d'Iguanodons  et de crocodiles.
Hemingfold Meadow est un site d'intérêt biologique composé de deux prairies avec des espèces rares à l'échelle nationale.
Darwell Wood est partiellement dans la paroisse, c'est un autre site d'importance biologique comme exemple de taillis de charme comprenant des chênes.

## Jumelage
- Saint-Valery-sur-Somme (France) depuis 1966[13].